# Савченко, Алексей Порфирьевич
Алексе́й Порфи́рьевич Са́вченко (18 октября 1902 — 24 мая 1964) — советский гидростроитель, лауреат Сталинской премии.

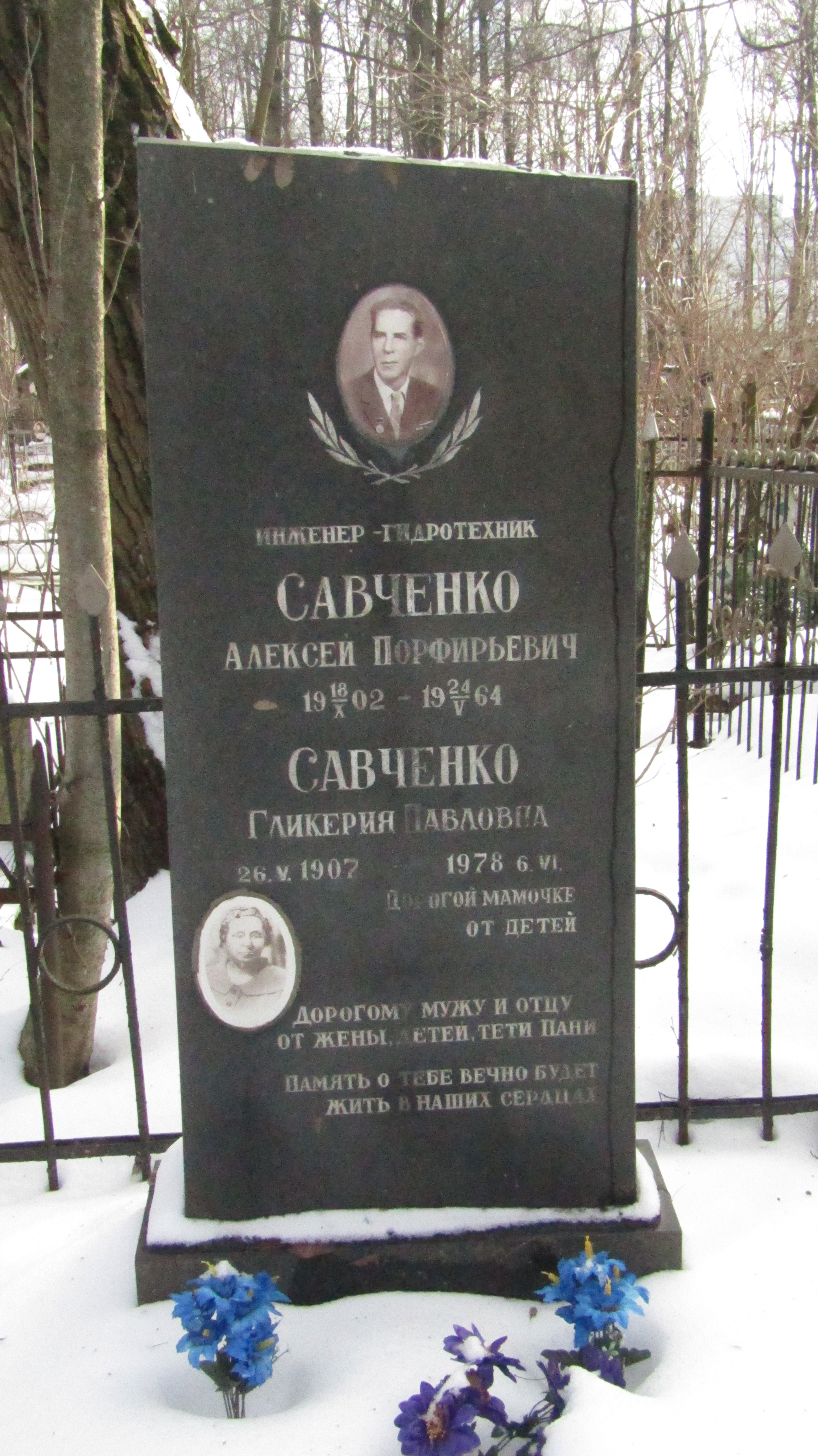
Могила А. П. Савченко. Серафимовское кладбище, Санкт-Петербург.

Родился в городе Путивле Курской губернии. После службы в Красной Армии окончил рабфак при Ленинградском гидротехническом институте (отраслевой вуз Ленинградского политехнического института) и сам институт (1932). Работал в Валдайском районе на сооружении рыбоводных прудов.
С 1933 года в качестве начальника участка, главного инженера и начальника строительства участвовал в строительстве Нижне-Туломской ГЭС, Угличской ГЭС и Нивской ГЭС № 3. В 1941—1944 годах работал на строительстве Усть-Каменногорской ГЭС.
С 1944 года — начальник Управления строительства «Нивагэсстрой» (Нивские ГЭС № 1 и № 2, Княжегубская ГЭС). В 1954—1957 года — главный инженер УС «Днепрострой» (Каховская ГЭС).
С 1957 года — главный инженер строительства Красноярской ГЭС. Затем работал главным инженером строительства ГЭС в Заполярье (УС «Ковдагэсстрой»).
Сталинская премия 1949 года (в составе коллектива) — за Нивскую ГЭС № 3. Награждён орденами Ленина, «Знак Почёта», медалью «За оборону Заполярья».